# Carex timida
Carex timida là một loài thực vật có hoa trong họ Cói. Loài này được Naczi & B.A.Ford mô tả khoa học đầu tiên năm 2001.